# جرج کابوت
جرج کابوت (به انگلیسی: George Cabot) سناتور سابق عضو حزب فدرالیست (آمریکا) بود. وی در سال ۱۷۹۱ تا ۱۷۹۶ میلادی سناتور ایالت ماساچوست در سنای ایالات متحده آمریکا بود.